# Bukî, Skvîra
Bukî (în ucraineană Буки) este o comună în raionul Skvîra, regiunea Kiev, Ucraina, formată numai din satul de reședință.

## Demografie
Componența lingvistică a comunei Bukî
     Ucraineană (97,27%)
     Rusă (2,73%)
Conform recensământului din 2001, majoritatea populației comunei Bukî era vorbitoare de ucraineană (97,27%), existând în minoritate și vorbitori de rusă (2,73%).